# غوفرنير موريس جونيور
غوفرنير موريس جونيور (بالإنجليزية: Gouverneur Morris II)‏ هو مدير أمريكي، ولد في 9 فبراير 1813 في Morrisania, Bronx ‏ في الولايات المتحدة، وتوفي في 1883.